# Vetren, Stara Zagora
Vetren (în bulgară Ветрен ) este un sat în Obștina Măglij, Regiunea Stara Zagora, Bulgaria.

## Demografie
Componența etnică a satului Vetren
     Bulgari (60,9%)
     Romi (36,63%)
     Nicio identificare (2,09%)
     Altele (0,81%)
La recensământul din 2011, populația satului Vetren era de 1.100 locuitori. Din punct de vedere etnic, majoritatea locuitorilor (60,9%) erau bulgari, cu o minoritate de romi (36,63%). Pentru 2,09% din locuitori nu este cunoscută apartenența etnică.